# Rissen
Rissen, Hamburg-Rissen — dzielnica miasta Hamburg w Niemczech, w okręgu administracyjnym Altona.
1 kwietnia 1938 na mocy ustawy o Wielkim Hamburgu włączona w granice miasta.

## Gospodarka
W dzielnicy ma swoją siedzibę firma z branży promocyjno-reklamowej Berendsohn.